# Ivo Buratović
Ivo Buratović (Račišće na Korčuli, 3. ožujka 1909. – Johannesburg, 11. ožujka 1971.), hrvatski atletičar. Natjecao se za Kraljevinu Jugoslaviju.
Natjecao se na Olimpijskim igrama 1936. u skoku u dalj. Nastupio je u prednatjecanju.
Bio je član splitskog Hajduka i zagrebačke Concordije.